# Джаспер Тюдор
Джаспер Тюдор (англ. Jasper Tudor, валл. Siasbar Tudur), также известен как Тюдор из Хетфилда (англ. Tudor of Hatfield; ок. 1431 — 21/26 декабря 1495) — граф Пембрук 1452—1461, 1485—1495, 1-й герцог Бедфорд с 1485, лорд Гламорган с 1486, юстициарий Южного Уэльса и наместник Ирландии 1486—1494, валлийский военачальник, сторонник Ланкастеров во время войны Алой и Белой розы, второй сын Оуэна Тюдора и французской принцессы Екатерины Валуа, дядя короля Англии Генриха VII.

## Биография
Формально Джаспер считался незаконнорождённым. Однако благодаря тому, что мать Джаспера, Екатерина Валуа, была вдовой короля Англии Генриха V, Джаспер, как и его старший брат Эдмунд, приходился единоутробным братом королю Генриху VI.
Родился Джаспер в Хартфордшире около 1431 года. После смерти матери в 1437 году против отца Джаспера, Оуэна Тюдора, началось преследования со стороны Хамфри Глостерского, регента Англии при малолетнем Генрихе VI. В итоге в 1438 году Оуэн был заключён в тюрьму, где пробыл до 1439 года. Его дети, Эдмунд и Джаспер, оказались в Баркингском аббатстве, где заботу о них взяла на себя Екатерина де Ла Поль, сестра графа Саффолка. Там они оставались до марта 1442 года. После этого за их воспитанием стал следить король Генрих VI, в свите которого они состояли.
В 1449 году Джаспер был пожалован в рыцари. В 1452 году Эдмунд и Джаспер были признаны королём Генрихом членами королевской семьи. В этом же году, 23 ноября, Джасперу был пожалован титул графа Пембрука. 5 января 1453 года Джаспер вместе с Эдмундом, получившим титул графа Ричмонда, принёс в Тауэре королю инвеституру за свои владения, а 20 января братья были представлены парламенту. Благодаря этому они вошли в состав английской знати. Кроме титула Джаспер получил богатые поместья в Пембруке, в Силгерране и Лэнстэфан на юго-западе Уэльса, что принесло ему неплохой доход.
После того, как летом 1453 года король Генрих тяжело заболел, Джаспер сблизился с Ричардом, герцогом Йоркским, с которым его, судя по всему, связывали дружеские отношения. Однако после выздоровления Генриха в конце 1454 года Джаспер отказался последовать за Ричардом, покинувшим Лондон. 22 мая 1455 года Джаспер участвовал в битве при Сент-Олбансе, в которой армия Ричарда Йоркского напала на армию короля Генриха и устроила резню. При этом Генрих был ранен. В разразившейся после этого войне, позже получившей название Войны Алой и Белой розы, Джаспер, несмотря на дружеские отношения с Ричардом, вместе со старшим братом оказался на стороне Генриха VI.
После смерти Эдмунда Тюдора в 1456 году стал ближайшим советником Генриха VI, у которого пользовался непререкаемым авторитетом. Вдова Эдмунда, Маргарет Бофорт, перебравшаяся в замок Пембрук под защиту брата покойного мужа, 28 января 1457 года родила сына, Генриха, получившего отцовский титул графа Ричмонда. Его опекуном стал Джаспер.
В 1457 году король Генрих VI назначил Джаспера юстициарием Уэльса. При этом ему пришлось там столкнуться с Уильямом Гербертом, сторонником Йорков, которого Джаспер захватил в плен. К апрелю 1457 года Джаспер смог распространить своё влияние на Южный и Западный Уэльс, где он стал коннетаблем замков Аберистуит, Кармартен и Каррег Сеннен, которые до этого подчинялись Ричарду Йоркскому. Также Джасперу удалось наладить отношения с валлийской знатью. В это же время Джаспер сблизился с Хамфри Стаффордом, герцогом Бекингемом, с котором у него были общие интересы. Их союз был позже скреплён браком Маргарет Бофорт и Генри Стаффордом, одним сыновей герцога Бекингема.
В 1459 году Джаспер стал кавалером Ордена Подвязки. 12 октября он принял участие в битве при Ладфорд-Бридже, в которой йоркистская армия была разбита.
В 1460 году Джасперу удалось захватить имевший важное стратегическое значение замок Денби, который был опорным пунктом Ричарда Йоркского в Северном Уэльсе. Джасперу удалось удержать замок и после того, как в конце июня Ричард Невилл, граф Уорик, разбил армию Генриха VI, причём сам король попал в плен, а герцог Бекингем, союзник Джаспера, погиб.
30 декабря в битве при Уэйкфилде набранная в Шотландии армия королевы Маргариты Анжуйской, жены Генриха VI, разбила Ричарда Йоркского, причём сам он погиб. В то же время Джасперу удалось собрать в Уэльсе армию, которую он двинул на помощь Маргарите. Однако 2 февраля 1461 года армия Джаспера разбита в битве при Мортимерс-Кросс Эдуардом Йоркским, графом Марч, наследником покойного герцога Ричарда. Многие военачальники попали в плен и были обезглавлены, в том числе и отец Джаспера, Оуэн Тюдор. Сам Джаспер смог избежать плена и бежал в Уэльс.
17 февраля 1461 года армия Маргариты при Сент-Олбансе разбила графа Уорика. Однако уже 29 марта Эдуард в битве при Таутоне разбил и армию Маргариты, после 4 марта был провозглашён королём Англии под именем Эдуарда IV. Выжившие сторонники Ланкастеров, в том числе и Джаспер, были лишены всех владений и должностей. Также Джаспер был лишён членства в Ордене Подвязки.
Юстициарием Уэльса был назначен Уильям Герберт, который в конце августа двинулся в Уэльс. Вскоре ему удалось захватить все владения Джаспера, в том числе и замок Пембрук, в котором находился малолетний Генрих Ричмонд, оказавшийся с этого времени под опекой Уильяма Герберта и его жены, Анны Девере. Джаспер бежал в Шотландию, где обосновались сторонники Ланкастеров.
Последующие девять лет Джаспер провёл в изгнании, будучи одним из самых деятельных эмиссаров, которые боролись за восстановление Ланкастеров на английском троне. В 1462 году он был в Бретани, готовясь вторгнуться в Англию во время восстания, которое должен был поднять Джон де Вер, граф Оксфорд, но заговор был раскрыт, а его лидеры казнены. После известия о провале восстания Джаспер поспешил во Францию на встречу с королём Людовиком XI, куда в апреле прибыла королева Маргарита Анжуйская. Оттуда он отправился в Эдинбург, где в это время жил Генрих VI, откуда в июне отбыл во Фландрию. После этого Джаспер вернулся во Францию, где велись переговоры между Маргаритой и Людовиком IX. 24 июня между Ланкастерами и Людовиком был заключён тайный договор, в котором Людовик предоставил денежную помощь для восстановления Генриха VI на английском троне в обмен на Кале. Осенью Джаспер участвовал во вторжении ланкастерской армии из Шотландии, однако цели оно не достигло. Последующие попытки Маргариты и Джаспера получить у короля Франции дополнительные деньги успехом не увенчались, а летом 1463 года Людовик XI заключил мир с Эдуардом IV. После этого Джаспер вернулся в Шотландию. Он поддерживал своего сводного брата Генриха VI, однако в 1465 году тот попал в плен к Эдуарду IV и был заключён в Тауэр.
В 1468 году Эдуард IV заключил союз с герцогами Бретани и Бургундии, что вызвало озабоченность короля Франции. Желая разбить этот союз, Людовик XI выделил в июне Джасперу деньги, чтобы тот мог вторгнуться в Уэльс, однако сумма была очень незначительна. Но Джаспер смог увеличить армию в Северном Уэльсе и в конце июня захватил Денби. Обеспокоенный Эдуард IV велел Уильяму Герберту захватить крепость Гарлек. Уильям смог собрать большую армию, которая 14 августа захватила крепость. Хотя Джасперу удалось бежать в Бретань, Эдуард IV 8 сентября наградил Уильяма Герберта, передав тому во владение графство Пембрук.
Весной 1469 года произошел разрыв между Ричардом Невиллом, графом Уориком, и Эдуардом IV. 26 июля Ричард в битве при Эджкоут-Муре разбил королевскую армию, которую командовал новый граф Пембрук, а самого его казнил. Разладом среди бывших союзников поспешили воспользоваться Ланкастеры. В это время Джаспер жил при дворе короля Франции, который старался не допустить Англо-Бургундского союза. Туда же в мае 1470 года прибыл граф Уорик. С французской помощью Ричард Невилл смог собрать армию, с которой высадился в Девоне. Вместе с ним был и Джаспер, который после высадки отправился в Уэльс, планируя там набрать армию для поддержки графа Уорика. Там же он встретился со своим племянником, Генрихом, графом Ричмондом.
Эдуард IV, находившийся в это время в Йоркшире, узнав о наступлении армии Уорика, бежал в Голландию. Ричард Невилл вошёл 6 октября в Лондон, где освободил из плена Генриха VI, который вновь был провозглашён королём. Джаспер был назначен наместником в Уэльсе от имени Эдуарда, принца Уэльского, сына Генриха VI. Также Джасперу были возвращены конфискованные владения и титулы, также ему были переданы часть валлийских владений казнённого герцога Бекингема, а также лорда Поуиса, наследники которых были ещё малы. Джаспер отправился в Южный Уэльс, желая вновь подчинить его Ланкастерам. Кроме того, зимой 1470/1471 года ему были даны чрезвычайные военные и государственные полномочия.
Но 12 марта 1471 года в Йоркшире высадился Эдуард IV, который с большой армией двинулся к Лондону. 14 апреля в битве при Барнете он разбил графа Уорика, который при этом погиб, после чего Эдуард захватил и Лондон. Генрих VI вновь попал в плен. Маргарита Анжуйская с сыном Эдуардом в это время направлялась из Франции в Англию. Узнав о случившемся после высадки Уэймуте, она собрала армию, с которой двинулась в Уэльс, чтобы объединиться с армией Джаспера. В погоню за ней двинулся Эдуард IV, который догнал армию Маргариты и разбил её 4 мая в битве при Тьюксбери. Среди погибших был и единственный наследник Генриха VI, принц Уэльский Эдуард, а Маргарита Анжуйская попала в плен. 6 мая был казнён ещё один представитель дома Ланкастеров — бездетный Эдмунд Бофорт, титулярный герцог Сомерсет, захваченный в плен в битве при Барнете. А 21 мая при туманных обстоятельствах в Тауэре умер король Генрих VI, а с ним угасла династия Ланкастеров.
Джаспер, двигавшийся на встречу с Маргаритой, добраться до неё не успел. Он узнал о случившемся около Чепстоу. Там он разбил одного из сторонников Йорков, Роджера Вогена из Брекнокшира, а его самого казнил, затем он отступил в Пембрук, где оказался окружён армией зятя казнённого Вогена, Моргана Томаса, внука Гриффида Николаса, владевшего Юго-Восточным Уэльсом в 1450-е годы. Однако с помощью брата Моргана, Томаса, Джасперу удалось освободиться из окружения. Для того, чтобы расправиться со сторонниками Ланкастеров в Уэльсе, Эдуард IV отправил туда армию под командованием Уильяма Герберта, нового графа Пембрука. Узнав об этом, Джаспер и его племянник Генрих попытались бежать во Францию, однако из-за шторма попали в Бретань. Мать Генриха, Маргарет Бофорт, вместе с мужем предпочли договориться с Эдуардом IV.
Последующие годы Джаспер и Генрих жили при дворе Франциска II, герцога Бретонского, став пешками в дипломатической игре королей Франции и Англии. Король Англии Эдуард IV всячески пытался переманить Тюдоров к своему двору, что усилило бы его позиции. Для этого он пытался использовать герцога Франциска II, предлагая тому финансовую помощь. В свою очередь король Франции Людовик XI также желал получить Джаспера, который обладал достаточно высоким авторитетом в государственных делах. Однако все их усилия ни к чему не привели, поскольку герцог Франциск II не желал расставаться с Тюдорами, однако по настоянию короля Людовика он обеспечил им безопасность и охрану. Сначала они жили в замке адмирала Бретани Жана де Келенека, затем их перевезли в Нант. В начале 1474 года Джаспер был переведён в замок Жозелин (около Ванна), а Генрих — во дворец Ларгое, принадлежавший маршалу Бретани Жану де Рье.
В середине 1470-х годов здоровье герцога Франциска II сильно ухудшилось, что привело к началу личных и политических распрей внутри Бретани. В 1475 году Англия и Франция договорились о семилетнем перемирии. Кроме того, в этом же году утонул по пути из Франции в Англию Генри Холланд, герцог Эксетер, внук сестры короля Англии Генриха IV, после чего прекратилась ещё одна ветвь Ланкастеров. В результате Эдуард IV увеличил нажим на герцога Бретани, стремясь заставить его выдать Тюдоров. Для того, чтобы получить согласие Тюдоров, Эдуард предложил женить Генриха Тюдора, за которым он ещё в 1472 году признал право наследования владений матери, на принцессе Елизавете Йоркской. В итоге герцог Франциск II под нажимом согласился переправить Джаспера и Генриха в Англию. В ноябре 1476 года их под усиленной охраной перевезли в Ванн, откуда Генрих был отправлен в порт Сен-Мало. Но в итоге Франциск передумал, а сам Генрих смог укрыться в Сен-Мало. После этого Генрих и Джаспер были переведены в Шато де Лермин. Король Франции также усилил нажим на герцога, но его усилия также успехом не увенчались. Также пыталась заставить вернуться сына в Англию и Маргарет Бофорт, но безрезультатно.
В 1482 году Эдуард IV пересмотрел условия наследования Генрихом матери, поставив условием его возвращение в Англию и лояльности к королю. Однако и это не привело ни к каким результатам.
9 апреля 1483 года умер король Эдуард IV. Ему должен был наследовать старший сын, Эдуард V, однако были представлены документы, по которым брак между Эдуардом IV и Елизаветой Вудвиль, матерью Эдуарда V, был незаконным. 26 июня 1483 года Ричард Глостерский, брат Эдуарда IV, был объявлен королём под именем Ричард III. Смерть Эдуарда привела к тому, что Франциск II Бретонский ослабил контроль за Тюдорами, однако на их положении это практически не сказалось.
Однако вскоре после коронации Ричарда III в Англии начались мятежи знати, что дало Тюдорам надежду на возвращение. Ещё в мае Ричард Глостерский поссорился со вдовой брата, Елизаветой Вудвиль, и её многочисленной роднёй, после чего в Бретань бежал её брат, Эдуард Вудвиль, попросивший убежища при дворе герцога. В это же время Вудвили сблизились с Маргарет Бофорт, матерью Генриха Тюдора, тогда же вспомнили о проекте брака между Генрихом и Елизаветой Йоркской, а сам Генрих с этого момента стал рассматриваться как претендент на английский трон. После того, как в Англии вспыхнуло восстание, которое поднял Генри Стаффорд, герцог Бекингем, Генрих и Джаспер Тюдоры с помощью герцога Франциска собрали армию и попытались высадиться в Англии. Однако этим планам помешал шторм, а вскоре пришли известия о том, что Ричард III подавил восстание, а герцог Бекингем был казнён. После этого Тюдоры вернулись в Бретань. Спасшиеся лидеры восстания также нашли пристанище в Бретани. Вокруг Генриха объединились и английские изгнанники. В итоге Генрих решил рискнуть, бежать из Бретани, где герцог Франциск II собирался выдать Тюдоров Ричарду III, высадиться в Англии и постараться завоевать трон, в чём его поддержал и дядя, Джаспер Тюдор.
В сентябре 1484 года Джаспер отправился в Анжу, вскоре туда же прибыл и Генрих. Новый король Франции Карл VIII, сын умершего в 1483 года Людовика XI, решил поддержать Генриха в его борьбе за трон и выделил ему денежную помощь.
В августе 1485 года армия Генриха Тюдора, в которой был и Джаспер, высадилась в Мил-Бэй в Уэльсе, в бывших владениях Джаспера. Там армия усилилась за счет валлийцев, традиционно поддерживавших Тюдоров. Из Уэльса они двинулись в Англию. 22 августа состоялась битва при Босворте, в которой армия короля Ричарда III была разбита, а сам он погиб. Генрих под именем Генрих VII был провозглашён королём на поле боя и, вступив через некоторое время в Лондон, парламентским постановлением утвердил престол за собой и своими потомками.
В октябре 1485 года Генрих VII даровал своему дяде Джасперу титул герцога Бедфорда. Вскоре Джасперу был возвращён и Пембрук. А вскоре после этого он женился на Екатерине Вудвиль, вдове казнённого Ричардом III герцога Бекингема. Благодаря этому браку он получил контроль над землями Стаффордов. В следующем году Джаспер получил ещё и Гламорган. Также он был назначен юстициарием Южного Уэльса и наместником Ирландии.
В 1487 году Джаспер участвовал в подавлении восстания Ламберта Симнела.
В 1492 году Джаспер был во Франции.
Джаспер умер в декабре 1495 года. Его похоронили в Кейшемском аббатстве в Сомерсете. Вдова Джаспера, Екатерина, вскоре после смерти мужа вышла замуж в третий раз — за Ричарда Уингфилда из Кимболтонского замка.

## Брак и дети
Жена: Кэтрин Вудвилл (1458—1497), дочь Ричарда Вудвилла, 1-го графа Риверса, и Жакетты Люксембургской, вдова Генри Стаффорда, 2-го герцога Бекингем. Детей от этого брака не было.
Также Джаспер Тюдор имел двух незаконнорождённых дочерей:
- Элен (ок. 1459 — ?); муж: Вильям Гардинер (ок. 1450 — ?), торговец тканями. Их сыном был Стивен Гардинер, епископ Винчестера[2].
- Джоан; муж: Вильям ап Иэван (ок. 1443 — после 1473)

## В культуре
Джаспер является одним из ключевых персонажей ряда романов Филиппы Грегори: серии «Война кузенов» (Белая королева, Красная королева и Белая принцесса).
В экранизации романов Филиппы Грегори «Белая королева» и «Белая принцесса» роль Джаспера Тюдора сыграли Том МакКэй и Винсент Риган соответственно.